# Premiers Tons verts
Premiers Tons verts (en russe : Первая зелень) est un tableau du peintre russe Ilya Ostroukhov (1858-1929), réalisé en 1887 (certaines sources donnent les années 1887-1888 ou 1888,). Le tableau fait partie de la collection de la Galerie Tretiakov et porte le no 1468 à l'inventaire. Ses dimensions sont de 71 × 105 cm.

## Histoire
Le tableau Premiers Tons verts a été présenté à Moscou en 1888. La même année 1888, il est acheté à l'auteur par Pavel Tretiakov. La toile a également été exposée lors de la 17e exposition des peintres Ambulants, qui s'est tenue en 1889-1890 à Saint-Pétersbourg et à Moscou. Ostroukhov n'a indiqué la date sur le tableau que pour préparer son exposition personnelle qui s'est tenue en 1925 à Moscou.

## Description
Le tableau Premiers Tons verts se distingue par sa composition minutieusement construite et son choix des détails. Au premier plan au centre et à droite, de jeunes bouleaux aux feuilles d'un vert intense et dont certaines sont éclaircies par la lumière. D'autres arbres portent encore des traces de leur couleur hivernale. Le sol est recouvert d'une herbe grasse. Au deuxième plan, l'herbe devient plus foncée. Les troncs des arbres de la rive opposée se reflètent dans les eaux calmes de la rivière. Celle-ci poursuit son cours jusqu'à la forêt qui ferme l'espace du paysage.

## Critiques
Le peintre russe Igor Grabar remarque que ce tableau apparaît un an après Automne doré, dû également à Ostroukhov et que cela a attiré l'attention du public qui l'a classé au premier rang des peintres paysagistes russes.

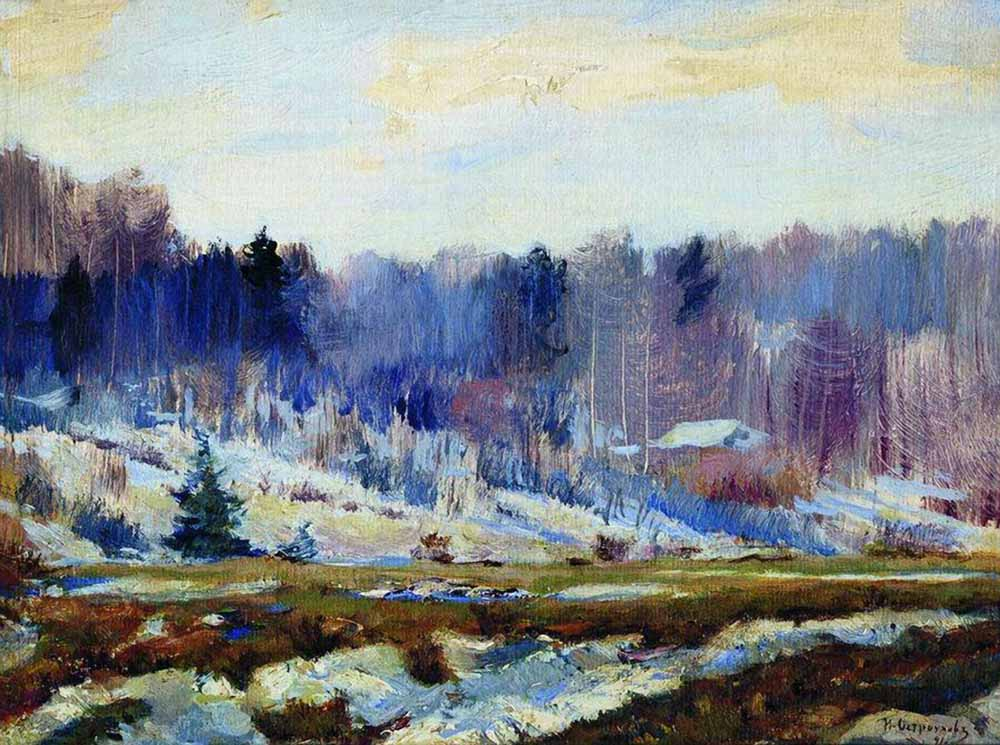
La Dernière Neige, Ostroukhov.

La critique d'art Faïna Maltseva écrit que dans Premiers Tons verts, Ostroukhov se réfère au même motif du début du printemps, mais le réveil de la nature est déjà exprimé de manière plus multiforme que dans le paysage de La dernière neige (1885).
L'historien d'art Youri Roussakov observe qu'Ostroukhov « a réussi dans son tableau Premiers Tons verts à transmettre parfaitement la fraîcheur et le froid encore répandus dans la nature qui s'éveille ».